# Volemys millicens
Volemys millicens är en däggdjursart som först beskrevs av Thomas 1911.  Volemys millicens ingår i släktet Volemys och familjen hamsterartade gnagare. IUCN kategoriserar arten globalt som otillräckligt studerad. Inga underarter finns listade.
Arten blir 83 till 95 mm lång (huvud och bål), har en 46 till 53 mm lång svans och cirka 18 mm långa bakfötter. På ovansidan förekommer mörkbrun päls och undersidan är täckt av gråa hår. Svansen är gråbrun på toppen och nästan vit på undersidan. Fram- och baktassar har på ovansidan vit päls.
Denna sork förekommer i centrala Kina i Sichuan. Arten vistas där i bergstrakter som är minst 4000 meter höga. Habitatet utgörs av bergsskogar.